# سريتشكو بوغدان
سريتشكو بوغدان (بالكرواتية: Srećko Bogdan)‏ هو مدرب كرة قدم ولاعب كرة قدم كرواتي في مركز الدفاع، ولد في 5 يناير 1957 في Mursko Središće ‏ في كرواتيا. شارك مع منتخب كرواتيا لكرة القدم ومنتخب يوغوسلافيا لكرة القدم. أما مع النوادي، فقد لعب مع دينامو زغرب ونادي كارلسروه.

## وصلات خارجية
- سريتشكو بوغدان على موقع اتحاد كرواتيا (الكرواتية)
- سريتشكو بوغدان على موقع قاعدة بيانات كرة القدم.إي يو (الإنجليزية)
- سريتشكو بوغدان على موقع بيانات كرة القدم. دي إي (الألمانية)
- سريتشكو بوغدان على موقع ناشيونال فوتبول تيمز (الإنجليزية)
- سريتشكو بوغدان على موقع عالم كرة القدم.نت (الإنجليزية)